# Oceania Cup
Der Oceania Cup ist die Kontinentalmeisterschaft für die Hockeynationalmannschaften aus Ozeanien. Er wird  von der Oceania Hockey Federation OHF für Damen und Herren ausgerichtet. Er dient als Qualifikation für die Olympischen Spiele und die Hockey-Weltmeisterschaften, seine Ergebnisse fließen in die FIH-Weltrangliste ein.

## Herren
| Jahr | Ort                     | Sieger     | Zweiter    | Dritter         | Vierter |       |
| ---- | ----------------------- | ---------- | ---------- | --------------- | ------- | ----- |
| 2015 | Stratford               | Australien | Neuseeland | Fidschi         | Samoa   | [ 1 ] |
| 2013 | Stratford               | Australien | Neuseeland | Papua-Neuguinea | Samoa   |       |
| 2011 | Hobart                  | Australien | Neuseeland |                 |         |       |
| 2009 | Invercargill            | Australien | Neuseeland | Samoa           |         |       |
| 2007 | Buderim                 | Australien | Neuseeland | Papua-Neuguinea |         |       |
| 2005 | Suva                    | Australien | Neuseeland |                 |         |       |
| 2003 | Christchurch Wellington | Australien | Neuseeland |                 |         |       |
| 2001 | Melbourne               | Australien | Neuseeland |                 |         |       |
| 1999 | Brisbane                | Australien | Neuseeland |                 |         |       |

## Damen
| Jahr | Ort                          | Sieger     | Zweiter    | Dritter | Vierter         |       |
| ---- | ---------------------------- | ---------- | ---------- | ------- | --------------- | ----- |
| 2015 | Stratford                    | Australien | Neuseeland | Samoa   |                 | [ 2 ] |
| 2013 | Stratford                    | Australien | Neuseeland | Samoa   | Papua-Neuguinea |       |
| 2011 | Hobart                       | Neuseeland | Australien |         |                 |       |
| 2009 | Invercargill                 | Neuseeland | Australien | Samoa   |                 |       |
| 2007 | Buderim                      | Neuseeland | Australien | Fidschi | Papua-Neuguinea |       |
| 2005 | Auckland Sydney              | Australien | Neuseeland |         |                 |       |
| 2003 | Melbourne Auckland Whangārei | Australien | Neuseeland |         |                 |       |
| 2001 | Wellington Auckland Hamilton | Australien | Neuseeland |         |                 |       |
| 1999 | Sydney                       | Australien | Neuseeland |         |                 |       |